# 진검승부로 가자!
《진검승부로 가자!》(일본어: ガチンコでいこう! 가친코데이코![*])는 Buono!의 4번째 싱글이다. 2008년 5월 14일 발매되었다. 유통사는 포니 캐년이다.

## 개요
첫회 한정반은 DVD+CD, 통상반은 CD뿐이다. 또, 첫회 한정판과 통상판 첫회 생산분에는 이벤트 참가 추첨 일련 번호 카드와 Buono! 오리지널 트레이딩 카드(첫회와 통상은 별도안)가 들어가고 있다.
DVD 수록 내용
- 쟈켓 촬영 메이킹
- PV촬영 메이킹 Part.1

- 지금까지의 리드 보컬은 나츠야키 미야비였지만, 지금은 츠구나가 모모코이다.

## 수록곡
1. 진검승부로 가자!(ガチンコでいこう!)
 (작사：이와사토 유호　작곡：무라마츠 테츠야　편곡：니시카와 스스무)
《캐릭캐릭 체인지》의 닫는 곡(2008년 7월~9월)
2. 레이디 팬서(れでぃぱんさぁ 레디판사[*])
 (작사：카와카미 나츠키　작곡：스기무라"라핀"세이이치로　편곡：오오쿠보 카오루)
3. 진검승부로 가자!(ガチンコでいこう!) (Instrumental)
4. 레이디 팬서(れでぃぱんさぁ) (Instrumental)